# Bonda (Mezzana Mortigliengo)
Bonda è una frazione del comune di Mezzana Mortigliengo in provincia di Biella.

## Storia
Il pittore Celso Tempia (nativo della borgata) nel 1954 dipinse la Madonna del Sassoferrato per abbellire la casa del padre. Nel 1967 realizzò un secondo dipinto, una copia di una pittura rinascimentale di Daniele De Bosis che oggi è conservata nella restaurata cappella di San Rocco, al tempo in pessime condizioni.
Negli anni '80, il pittore e scultore Gastone Cecconello, sulla scia di quanto già da lui fatto insieme al critico Mario Pistono a Maglione, Piane Sesia, Trivero e altri comuni del Biellese, coinvolse i suoi molti amici artisti nell'opera di abbellimento del borgo e fondò una pinacoteca all'aperto che ogni anno si arricchisce di nuove opere. Fondò inoltre l'associazione "Amici della Bonda", che gestisce "Bondarte" e altre iniziative collegate.